# Mariza de Andrade
Mariza de Andrade é uma bioestatística brasileira-estadunidense, professora de bioestatística da Mayo Clinic, conhecida por seu trabalho sobre genética estatística e medicina de precisão.
Obteve um bacharelado em matemática na Faculdade de Filosofia, Ciências e Letras de Ribeirão Preto da Universidade de São Paulo e um mestrado em estatística no Instituto de Matemática Pura e Aplicada no Rio de Janeiro. Foi para a Universidade de Washington, onde obteve um segundo mestrado e um Ph.D. em bioestatística. Sua tese em 1990, Estimation of the Genotypic Parameters under Non- Normal Models, foi orientada por Elizabeth Alison Thompson. Foi pesquisadora de pós-doutorado no University of Texas Health Science Center at Houston antes de ir para a Mayo Clinic.
Em 2004 foi presidente do Caucus for Women in Statistics. Em 2017 a American Statistical Association a listou como um de seus fellows.